# شلی لانگ
شلی لی لانگ (انگلیسی: Shelley Lee Long; ۲۳ اوت ۱۹۴۹) هنرپیشه اهل ایالات متحده آمریکا است. وی برای بازی در سریال چیرز در سال ۱۹۸۳ برنده جایزه امی بهترین بازیگر زن در سریال کمدی و جایزه گلدن گلوب بهترین بازیگر نقش زن برای سریال، سریال کوتاه یا فیلم تلویزیونی شد و در سال ۱۹۸۴ نیز نامزد جایزه گلدن گلوب و جایزه امی شد. لانگ همچنین برای این سریال در سال‌های ۱۹۸۵ و ۱۹۸۶ نامزد جایزه امی و در سال ۱۹۸۵ برنده جایزه گلدن گلوب شد. وی برای سریال فریژر دوبار و در سال‌های ۱۹۹۳ و ۱۹۹۶ نامزد جایزه امی شد. وی در سال ۱۹۸۵ برای فیلم تفاوت‌های غیرقابل مقایسه نامزد جایزه گلدن گلوب بهترین بازیگر زن - فیلم موزیکال یا کمدی شد.

## فیلم‌شناسی
- شیفت شب (۱۹۸۲)
- از دست دادن آن (۱۹۸۳)
- تفاوت‌های غیرقابل مقایسه (۱۹۸۴)
- گودال پول (۱۹۸۶)
- سربازان بورلی هیلز (۱۹۸۹)
- دکتر تی و زنان (۲۰۰۰)

تلویزیون
- چیرز (۱۹۹۳، ۱۹۸۷، ۱۹۸۲)
- فریژر (۲۰۰۱، ۱۹۹۶، ۱۹۹۴)
- خانواده امروزی (۲۰۱۸-۲۰۰۹)
- فامیلی گای (۲۰۱۰)